# Ратсхоф
Ратсхоф — район Кёнигсберга (нем. Rathshof), границы района можно определить улицей Воздушной с запада, проспектом Мира с севера, улицей Энгельса с востока и рекой Преголя с юга. В начале XX века находился ещё за городской чертой. Бурно развивался в 1900—1920 гг. в первую очередь как место жительства рабочих Вагоностроительного завода Кёнигсберга в соответствии с популярной концепцией «Город-сад».

## До XX века
В орденское время, город Альтштадт получил в своё управление земельное владение, находящееся севернее дороги на Лавскен — Пропстхоф (с нем. — «Двор старшего священника»). Принадлежала эта земля Альтштадтской приходской церкви, а в 1404 году муниципалитет стал как бы её опекуном. В 1533 году Пропстхоф и ещё четыре земельных надела выкупил член муниципалитета Бернхард Бетнер (неизвестно, сделал ли он это для города или для себя лично). Через пятьдесят лет Ратсхоф, наряду с другими «дворами», расположенными в окрестностях Кёнигсберга, был сдан некоему Урбану Родеманну в так называемую наследственную аренду. Это значит, что Родеманн платил городу аренду, а все издержки (плюс убытки от пожара, засухи, наводнения или иного стихийного бедствия) принимал на свой собственный страх и риск. Аренда переходила по наследству до тех пор, пока в 1843 году Ратсхоф не выкупил советник провинции Батоки-Фрибе. Он же приобрёл популярную среди горожан корчму «Хаммеркруг», которая вскоре превратилась в известный и хорошо посещаемый ресторан. Район превратился в излюбленное местом отдыха горожан, через него протекал ручей, вокруг которого находился парк.

## Город-сад
Северо-западный район Кёнигсберга стал застраиваться только в первые десятилетия XX века. Тогда за городскую черту Кёнигсберга стали выносить промышленные предприятия. И в 1906 году руководство вагонной фабрики «Штайнфурт» в лице её владельца Феликса Хоймана выступило с инициативой возведения поблизости жилого посёлка для своих рабочих и служащих. В Ратсхофе нередко устраивали массовые гуляния и купания. Тогда же по распоряжению властей За основу проекта была взята идея «города-сада», пришедшая в страны континентальной Европы из Англии. Предполагалось построить благоустроенный городок с удобными, но дешевыми квартирами. Проектированием занялся строительный мастер Фриц Блайер. Главным исполнителем строительства стал «Общий союз жилищного строительства». Кооператив, основанный в 1895 г. приобрёл территорию величиной примерно 200 000 квадратных метров. Застройка начиналась с «подковы» — характерно изогнутой улицы Герлахштрассе (ныне ул. Косогорная) и с части Капорнерштрассе (ныне ул. Харьковская).
Новый посёлок состоял из двухэтажных домиков — отдельно стоящих, сдвоенных, многоквартирных. При каждом из них был разбит сад или палисадник, поэтому дома просто утопали в зелени. каждая квартира, вне зависимости от количества комнат, была оснащена кухней, прихожей, кладовкой и туалетом. Кроме того, в доме имелись подвал и мансарда. В подвале для каждой квартиры была оборудована отдельная ванная. Там же имелось специально отведённое место для мусорных ведер. Там же были общая на весь дом прачечная и сушильня.
Многие из 3-х и 4-комнатных квартир были с балконами. Все жители дома имели право пользоваться садом, а между садами располагались детские площадки. Все вместе это получило название «здоровое жительство». А сдаваемые в наем квартиры стали первым этапом начавшейся в Кенигсберге квартирной реформы: новые кварталы застраивались таким образом, чтобы жилье было недорогим, но относительно комфортным и безупречным с точки зрения гигиены.
Появились улицы Арндтштрассе (ныне Вагоностроительная), Вибенштрассе (ул. Радищева), Брандаллее (Станочная) — довольно узкие, из соображений экономии места. Над железнодорожными путями был построен виадуковый мост. Связь с центром Кёнигсберга поддерживалась трамвайным сообщением.
В 1916 году было основано «Общество жилищного строительства», — правопреемник «Общего союза». Цель осталась прежней: обеспечить нормальным жильём семьи с небольшими доходами.

## Между войнами
К 1926 году во владении Общества жилищного строительства было уже 1300 квартир.
В 1930 году по окончании строительства Главного и Северного вокзалов был закрыт Лицентский вокзал — и железнодорожная линия, которая с 1889 года проходила через Ратсхоф, Амалиенау и Средний Хуфен, утратила своё утилитарное значение. Теперь она превратилась в прогулочную аллею (ныне — Фестивальная аллея) с трамвайным сообщением.
Ратсхоф постепенно становился престижным районом. Стоимость жилья здесь росла, Лео и Диффенбахштрассе (ул. Энгельса) и Дюрерштрассе сплошь застраивались особняками.
В конце 30-х годов была освящена Кирха Христа, выполненная по проекту Курта Фрика и образующая градостроительный центр Ратсхофа. При её строительстве появилась Церковная площадь. Напротив неё находилось 8-е отделение полиции.
Скоро практически все свободные участки были заняты: в «квартале вилл» возникло 145 новых собственных домов. Напротив аптеки «К аисту» на углу Арндтштрассе (хлебный магазин в начале ул. Вагоностроительной) вырос большой жилой дом с помещениями для магазинов (в числе прочих там разместилась хорошо известная кенигсбержцам кондитерская Бонакера) — теперь это администрация Октябрьского района. На углу Диффенбахштрассе был построен кинотеатр «Аполлон» (ныне «Победа»).

## Достопримечательности
- В 1910 году для детей посёлка была построена школа (сейчас № 14), которой присвоили имя И.Шеффнера, известного общественного деятеля времен Канта, занимавшегося среди прочего и исследованиями в области педагогики. Руководить строительством был назначен Ганс Мантойффель. Здание по форме напоминало букву «U», состояло из трёх этажей. Лишь на изгибе высота увеличивалась ещё на один этаж. Портал главного входа и внутренние колонны были украшены барельефами, выполненными Вальтером Розенбергом. На этажи вела удобная лестница с очень широким пролётом.

- В сквере между школой и Капорнерштрассе уютно располагался Хойманнский детский сад (или «группа продлённого дня», как говорили тогда). Его учредила госпожа Кристина Хойманн, мачеха владельца вагоностроительной фабрики. Сад работал до 1945 года.

- В 1916 году было открыто новое здание Академии художеств.

- В районе находилась Кирха Христа (построенная в 1937 г., она была последней довоенной церковью Кёнигсберга)

- Южная часть района, протянувшаяся вдоль берегов Преголи, превратилась в место индустриальной застройки:
  - вагонная фабрика «Штайнфурт» — знаменитый на всю Европу вагоностроительный завод, основанный ещё в 1830/31 гг.
  - целлюлозно-бумажный завод
  - вальцовая мельница и др.